# Turner Cody
Turner Van Pelt Kniffin (* 22. Dezember 1980 in Boston, Massachusetts) ist US-amerikanischer Singer-Songwriter.
Cody wuchs in Boston auf und zog im Alter von 18 Jahren nach New York City.
Neben selbst produzierten Alben steuerte er auch einen Titel zum „Antifolk Vol.1“ Sampler bei.
Außerdem veröffentlichte er einen Gedichtband mit dem Titel „The Return of the High Priestess and other Poems“ und arbeitet mit Künstlern wie Spencer Chakedis und Diane Cluck und der Band Herman Dune zusammen.

## Alben
- Turner Cody (2000)
- This Springtime And Others (2001)
- Who Went West (2001)
- Chill (mit André Herman Düne, 2002)
- The Cody Choir (2003)
- The Class Act; Act One (2003)
- Turner Cody Pocket Manual 2000–2003 (2003)
- Buds Of May (2004)
- The Great Migration (2005)
- Quarter Century (2005, 2007)
- 60 Seasons (2007)
- First Light (2008)
- Gangbusters! (2010)
- Rules Of The Road (2012)
- Last Of The Big Time Spenders (2012)